# Much, de Molenaarszoon
Much is een personage uit de Robin Hood-legendes, en een van zijn volgelingen (Merry men). Much komt net als Little John (Kleine Jan) en Will Scarlett al vroeg voor in de eerste ballades rond Robin Hood, zoals in A Gest of Robyn Hode en Robin Hood and the Monk. In The Monk is hij een van de redders van Robin Hood, die in gevangenschap was. In deze ballade wordt hij Moch genoemd en vermoordt hij een jonge bediende, zodat deze niet kan doorvertellen dat de monnik is omgebracht. Much verkleedt zich vervolgens als de dienaar en Kleine Jan kleedt zich als de monnik.
Vaak wordt Much betiteld als een molenaarszoon. Dit komt naar voren in een ballade, waarin Robin en Much als halfbroers opgroeien bij de vader van Much, die een molenaar is; Robin is daar in huis genomen. Ook wordt Much zelf wel als molenaar betiteld onder andere Much the miller, en soms gaat hij door het leven als Midge. Zo wordt hij ook genoemd in Howard Pyles recente werk Merry adventures of Robin Hood (1883).
In sommige verhalen komt hij naar voren als een nog jonge knul die bevriend raakt met de merry men. Zijn grootste betrokkenheid is als hij een hert neerschiet in het bos van de koning, wat verboden is. Robin Hood redt hem door de schuld op zich te nemen.

## Much in film
- Herbert Mundin speelt Much in de Errol Flynn-versie The Adventures of Robin Hood (1938).
- The Adventures of Robin Hood (1955) - gespeeld door Willoughby Gray.
- In de televisieserie Robin of Sherwood (1984-86) heeft Much een kleine rol als Robins adoptiebroer (in sommige versies wordt Will Scarlet deze rol vergeven). Hij wordt neergezet als mentaal zwak, omdat hij Robin soms nodig heeft om hem uit moeilijke situaties te halen, zoals bij het doodschieten van een hert waarna ze beide gedwongen worden om als vrijbuiters te gaan leven.
- Maid Marian and her Merry men (1989) - gespeeld door Philiph Wright.
- Robin Hood (1991) - gespeeld door Danny Web.
- Robin Hood: prince of Thieves (1991) - gespeeld door Jack Wild.
- Robin Hood (2006-09) - gespeeld door Sam Troughton. Much speelt een zeer grote rol in deze serie. Hij is echter geen molenaarszoon en vertelt dat hij zelfs helemaal geen familie heeft. Hij is een dienaar en vriend van Robin Hood, die samen hebben gediend in de Derde Kruistocht.